# Uwe Boldt
Uwe Boldt (* 3. März 1928 in Hamburg; † 26. Dezember 2012 in Leipzig) war ein deutscher Journalist.

## Leben
Uwe Boldt wurde seit 1934 auf einer Volksschule zu Hamburg vorgebildet, 1938 wechselte er auf die dortige Oberrealschule, welche er bis 1943 besuchte. Seinen Reichsarbeitsdienst verrichtete er 1945 bei der Marine und trat anschließend eine Ausbildung zum Industriekaufmann an. Diese schloss er 1947 ab und wurde Gewerkschaftssekretär der IG Bau-Holz. Er fungierte auch als Redakteur des Mitteilungsblattes.
Von 1951 bis 1954 studierte Boldt an der Universität Leipzig Publizistikwissenschaft und Zeitungswissenschaft. 1954 wurde er als wissenschaftlicher Assistent am Institut für Publizistik und Zeitungswissenschaft Leipzig angestellt und 1956 zum Oberassistenten befördert. In diesem Jahr, 1956, wurde er Mitglied des Rates der Fakultät für Journalistik, was er bis 1965 blieb.
1963 wurde Boldt zum Doktor der Staats- und Wirtschaftswissenschaften promoviert anhand seiner Dissertation Neue Formen der Zusammenarbeit der sozialistischen Presse mit ihren Volkskorrespondenten im Kampf um den Sieg des Sozialismus - Ausdruck der Weiterentwicklung der sozialistischen Demokratie in der Presse der DDR und beendete im nächsten Jahr sein Studium.
1965 erhielt Boldt einen Lehrauftrag an der journalistischen Fakultät Leipzig für Organisation und Planung der journalistischen Arbeit und wirkte als Hochschuldozent. Seit 1969 fungierte er an der Sektion Journalistik als Professor mit Lehrauftrag für Leitung und Planung im sozialistischen Journalismus und gehörte dem Rat der Sektion Journalistik an, 1983 schließlich erhielt er den Lehrstuhl für Presse- und Agenturjournalismus. Diese Professur hatte er bis 1990 inne.
Seit 1946 gehört Boldt dem Kulturbund an und von 1953 bis 1990 dem Verband der Journalisten der DDR. Von 1963 bis 1970 war er verantwortlich für PODIUM, eine Beilage zur Zeitschrift der Universität Leipzig.